# RocketMail
RocketMail fue un servicio gratuito de web mail (correo electrónico basado en la red y no en una computadora personal). Fue lanzado por la incipiente empresa Four11 en marzo de 1997 como el primer competidor del correo electrónico Hotmail.com (que fue el primer webmail gratuito, lanzado el 4 de julio de 1996).
Ese mismo año (1997), la empresa estadounidense Yahoo adquirió tanto el correo electrónico Rocketmail como la empresa Four11.
La principal característica de este sitio web era que, a diferencia de otros correos electrónicos existentes, poseía una interfaz mucho más dinámica y ágil, es necesario considerar que en esa época no era algo corriente las conexiones de alta velocidad a internet como así también eran más limitadas las herramientas y lenguajes de diseño web, por lo que entrar a un servicio de correo electrónico mediante una página web se convertía en algunos casos en algo de escasa versatibilidad.
Cuando fue comprado por Yahoo se le asignó a algunos usuarios existentes una cuenta en el dominio yahoo.com. La empresa que lo desarrolló fue Four11 la cual fue absorbida por Yahoo.
Ahora existe otro servicio similar a RocketMail y que fue comprado por Yahoo, llamado YMail.
A partir del 20 de junio de 2008 Yahoo volvió a ofrecer buzones de correo electrónico gratuitos con el dominio rocketmail.com.
- Datos: Q591565